# Robert Hunter (golf)
Pour les articles homonymes, voir Robert Hunter.
Robert "Bob" Hunter (Chicago, Illinois, 20 novembre 1886 - Santa Barbara, Californie, 28 mars 1971) est un golfeur américain. En 1904, il remporta une médaille d'or en golf aux Jeux olympiques de St. Louis, dans la catégorie par équipe. 